# Magdalena Fjällström
Magdalena Fjällström est une skieuse alpine suédoise, née le 12 janvier 1995, spécialiste des épreuves techniques.

## Biographie
Aux Jeux olympiques de la jeunesse d'hiver de 2012, elle remporte la médaille d'or au super combiné. L'année suivante aux Championnats du monde junior 2013, elle est médaillée d'or sur le slalom. Ces débuts prometteurs lui valent le surnom de « La petite Anja » (« den nya Anja », en référence à la championne suédoise Anja Pärson),.
Elle débute en Coupe d'Europe en décembre 2011 et gagne sa première course un an plus tard au slalom de Vemdalen. Cette victoire intervient peu après ses débuts en Coupe du monde au slalom géant de Sölden en 2013. Elle rentre cinq fois dans les points en slalom et combiné lors de la saison suivante dont une 13e place au slalom de Linz en décembre. Mais l'année suivant elle se blesse gravement au genou lors de la pré-saison, à Saas-Fee, et souffre d'une rupture des ligaments croisés,. Le retour est au haut niveau est compliqué et elle ne réintègre le top 30 d'une course mondiale plus de quatre ans plus tard lors du slalom de Levi en décembre 2018, puis enchaine les bons résultats début 2019, en slalom toujours et même lors d'un slalom géant : 25e à Maribor le 1er février 2019. Ces résultats lui permettent de participer à ses premiers championnats du monde à Åre où elle se classe trentième du slalom.

## Palmarès

### Championnats du monde
| Épreuve / Édition | Åre 2019 |
| Slalom            | 30e      |

### Coupe du monde
- Meilleur classement général : 76e en 2019 avec 55 points.
- Meilleur classement de slalom : 27e en 2014 avec 44 points.
- Meilleur classement sur une épreuve de Coupe du monde : 13e en 2013.

#### Classements
| Saison / Épreuve | Saison / Épreuve | Général | Général | Descente | Descente | Slalom | Slalom | Slalom géant | Slalom géant | Super G | Super G | Combiné | Combiné |
| ---------------- | ---------------- | ------- | ------- | -------- | -------- | ------ | ------ | ------------ | ------------ | ------- | ------- | ------- | ------- |
| Saison / Épreuve | Saison / Épreuve | Class.  | Points  | Class.   | Points   | Class. | Points | Class.       | Points       | Class.  | Points  | Class.  | Points  |
| 2013             | 2013             | 117e    | 0       | -        | -        | 55e    | 0      | -            | -            | -       | -       | -       | -       |
| 2014             | 2014             | 77e     | 45      | -        | -        | 27e    | 44     | -            | 0            | -       | -       | 30e     | 1       |
| 2015             | 2015             | -       | -       | -        | -        | -      | -      | -            | -            | -       | -       | -       | -       |
| 2016             | 2016             | -       | 0       | -        | -        | -      | 0      | -            | 0            | -       | -       | -       | -       |
| 2017             | 2017             | -       | 0       | -        | -        | -      | 0      | -            | 0            | -       | -       | -       | -       |
| 2018             | 2018             | -       | 0       | -        | -        | -      | 0      | -            | 0            | -       | -       | -       | -       |
| 2019             | 2019             | 76e     | 55      | -        | -        | 33e    | 49     | 52e          | 6            | -       | -       | -       | -       |

### Coupe d'Europe
- Troisième du classement de slalom et de city-event en 2013
- Meilleur classement général : huitième en 2018.
- Trois victoires, toutes en slalom.

### Championnats du monde junior
- Québec 2013 :
  -  Médaille d'or en slalom.

### Jeux olympiques de la jeunesse
- Innsbruck 2012 :
  -  Médaille d'or au super combiné.

### Championnats de Suède
- Championne de Suède de slalom géant en 2018.